# 科恩达加奥恩
科恩达加奥恩（Kondagaon），是印度恰蒂斯加尔邦Bastar县的一个城镇。总人口26772（2001年）。

## 人口
该地2001年总人口26772人，其中男性13354人，女性13418人；0—6岁人口3704人，其中男1881人，女1823人；识字率63.64%，其中男性为72.64%，女性为54.68%。